# Pogonotriccus
Pogonotriccus es un género de aves paseriformes perteneciente a la familia Tyrannidae que agrupa a especies nativas de América del Sur, cuyas áreas de distribución se encuentran desde el norte de Colombia y Venezuela hasta el oeste de Bolivia, noreste de Argentina y sur de Brasil. A sus miembros se les conoce popularmente como orejeritos.

## Etimología
El nombre genérico masculino «Pogonotriccus» se compone de las palabras del griego «pōgōn, pōgonōs» que sinifica ‘barba’, y «τρικκος trikkos»: pequeño pájaro no identificado; en ornitología, triccus significa «atrapamoscas tirano».

## Características
Este género es un grupo de pequeños tiránidos esbeltos, que miden entre 10,5 y 12 cm de longitud, presentan patrón facial más definido que los Phylloscartes y barras obvias en las alas; habitan en los estratos medio y bajo de bosques húmedos; generalmente no levantan la cola, reposan de forma más vertical y son menos activos; este grupo también acostumbra levantar las alas hacia el dorso. Se alimentan principalmente de pequeños artrópodos y la mayoría hace parte de bandadas mixtas.

## Taxonomía
Las especies de este género, que exhiben características morfológicas y comportamentales diferenciadas de los Phylloscartes, donde diversos autores las situaban, ya eran colocadas en el presente género por el Congreso Ornitológico Internacional (IOC), así como por diversos otros autores. Sin embargo, las evidencias para la separación del género eran consideradas débiles: en 2009 el estudio de genética molecular de Tello et al. (2009), que incluyó una especie de Pogonotriccus y tres de Phylloscartes, encontró que las diferencias genéticas eran pequeñas. Finalmente, los amplios estudios genéticos de Harvey et al. (2020) no sólo confirmaron que Phylloscartes y Pogonotriccus constituyen dos clados diferentes, sino que demostraron que las especies P. difficilis y P. paulista también se encuentran embutidas en Pogonotriccus.  Sobre estas evidencias, el Comité de Clasificación de Sudamérica (SACC), en la Propuesta No 959 reconocío la inclusión de todas estas especies en Pogonotriccus.
Los amplios estudios genético-moleculares realizados por Tello et al. (2009) descubrieron una cantidad de relaciones novedosas dentro de la familia Tyrannidae que todavía no están reflejados en la mayoría de las clasificaciones. Siguiendo estos estudios, Ohlson et al. (2013) propusieron dividir Tyrannidae en cinco familias, entre las cuales Rhynchocyclidae Berlepsch, 1907 agrupando a diversos géneros entre los cuales Phylloscartes y Pogonotriccus, estos en una subfamilia Pipromorphinae Wolters, 1977, junto a Mionectes, Leptopogon, Pseudotriccus y Corythopis. El Comité Brasileño de Registros Ornitológicos (CBRO) adopta dicha familia, mientras el SACC aguarda propuestas para analisar los cambios.

## Lista de especies
Según las clasificaciones del Congreso Ornitológico Internacional (IOC) y Clements Checklist/eBird, el género agrupa a las siguientes especies con el respectivo nombre popular de acuerdo con la Sociedad Española de Ornitología (SEO):
| Imagen | Nombre científico          | Autor                         | Nombre común              | Estado de conservación | Distribución |
| ------ | -------------------------- | ----------------------------- | ------------------------- | ---------------------- | ------------ |
|        | Pogonotriccus chapmani     | Gilliard, 1940                | orejerito de Chapman      | LC                     |              |
|        | Pogonotriccus difficilis   | H. Ihering & R. Ihering, 1907 | orejerito de Serra do Mar | LC                     |              |
|        | Pogonotriccus eximius      | (Temminck, 1822)              | orejerito cejudo          | NT                     |              |
|        | Pogonotriccus lanyoni      | (G.R. Graves, 1988)           | orejerito antioqueño      | EN                     |              |
|        | Pogonotriccus ophthalmicus | Taczanowski, 1874             | orejerito jaspeado        | LC                     |              |
|        | Pogonotriccus orbitalis    | (Cabanis, 1873)               | orejerito de anteojos     | LC                     |              |
|        | Pogonotriccus paulista     | H. Ihering & R. Ihering, 1907 | orejerito de Sao Paulo    | NT                     |              |
|        | Pogonotriccus poecilotis   | (P.L. Sclater, 1862)          | orejerito variegado       | LC                     |              |
|        | Pogonotriccus venezuelanus | Berlepsch, 1907               | orejerito venezolano      | NT                     |              |